# Nagybakta
Nagybakta település Ukrajnában, Kárpátalján, a Beregszászi járásban.

## Fekvése
Beregszásztól délnyugatra, Nagymuzsaly szomszédjában fekvő település.

## Története
Nagybakta (Bakta, Bagota) Árpád-kori település. Nevét az oklevelek már 1232-ben említették Bagotha néven a Muzsaly határjárásában; ekkor a Szentkirály jobbágyfiainak faluja volt. Utódaik a Baktai nemesek 1327-ben Csombortelek és Csoma szomszédosai voltak. Közülük István 1338-ban és 1341-ben királyi ember volt. Egy 1363 évnen kelt oklevél szerint egykor kikiáltó várnépek lakták. A 14. században még virágzó falu időközben elpusztult, nyoma a Gottesmann féle kastély-telek nyugati oldalán elterülő lapályon tűnik fel. 1851-ben az elpusztult települést "baktaerő"-nek is nevezik, amely ekkor a gróf Károlyi család birtoka volt. A 20. század elején még mint tanyát tartották nyilván, a század közepétől pedig mesterségesen létrehozott újkori település lett.
Fontosabb közintézményei: polgármesteri hivatal, általános iskola (vegyes oktatású: magyar/ukrán), posta, klub, könyvtár, közétkeztetési és kereskedelmi egységek, orvosi rendelő, mini pékség, kávézó.
Hitélet: a közösség egyik része református, a másik része a görögkatolikus felekezethez tartozik. Reformátusok és görögkatolikusokon kívül jelentős számban élnek itt például az ortodox (pravoszláv) hívek is (mintegy 360 fő). A Vérke partján épül fel a pravoszláv templom is. 

## Közlekedés
A települést érinti a Bátyú–Királyháza–Taracköz–Aknaszlatina-vasútvonal.

## Nevezetességek
- Református temploma - a hollandiai és a kárpátaljai protestáns gyülekezetek hathatós támogatásával épült az 1990-es évek végén.
- Görögkatolikus temploma - a helyi görögkatolikus hívek 2001-ben avatták fel templomukat.

## Testvérvárosai
Nagybakta testvérvárosai a következők:
|              | Ország       | Város | Megye / Körzet / Régió / Állam |
| ------------ | ------------ | ----- | ------------------------------ |
| Magyarország | Magyarország | Pácin | Borsod-Abaúj-Zemplén           |